# 아소마다

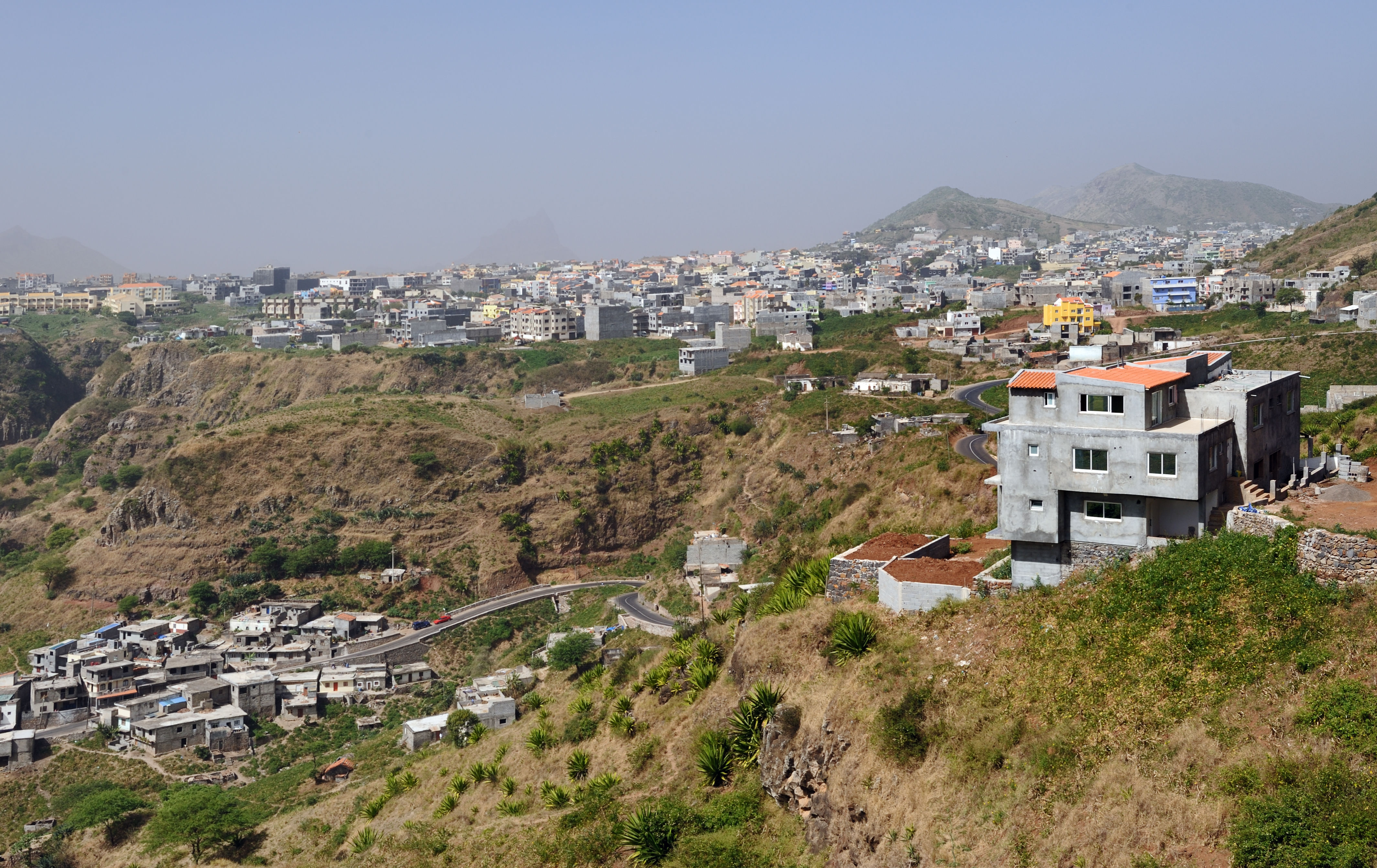
아소마다

아소마다(포르투갈어: Assomada)는 카보베르데 산티아구섬 중서부에 위치한 도시로 인구는 12,332명(2010년 기준)이다. 행정 구역상으로는 산타카타리나시에 속한다. 남쪽에 위치한 프라이아와 북쪽에 위치한 타하팔의 중간 지점에 위치한다.

## 인구
| 연도  | 인구   | ±%      |
| ----- | ------ | ------- |
| 1990  | 3,414  | —       |
| 2000  | 7,067  | +107.0% |
| 2005  | 11,900 | +68.4%  |
| 2010  | 12,332 | +3.6%   |
| 2020  | 18,235 | +47.9%  |
| 출처: |        |         |